# La Hulotte
Pour les articles homonymes, voir Chouette hulotte.
La Hulotte est une revue naturaliste française à parution semestrielle (« irrégulomadaire » selon le mot de son auteur) alliant humour et rigueur scientifique. En raison de la continuelle réimpression des numéros, c'est l’œuvre naturaliste la plus diffusée en France.

## Histoire

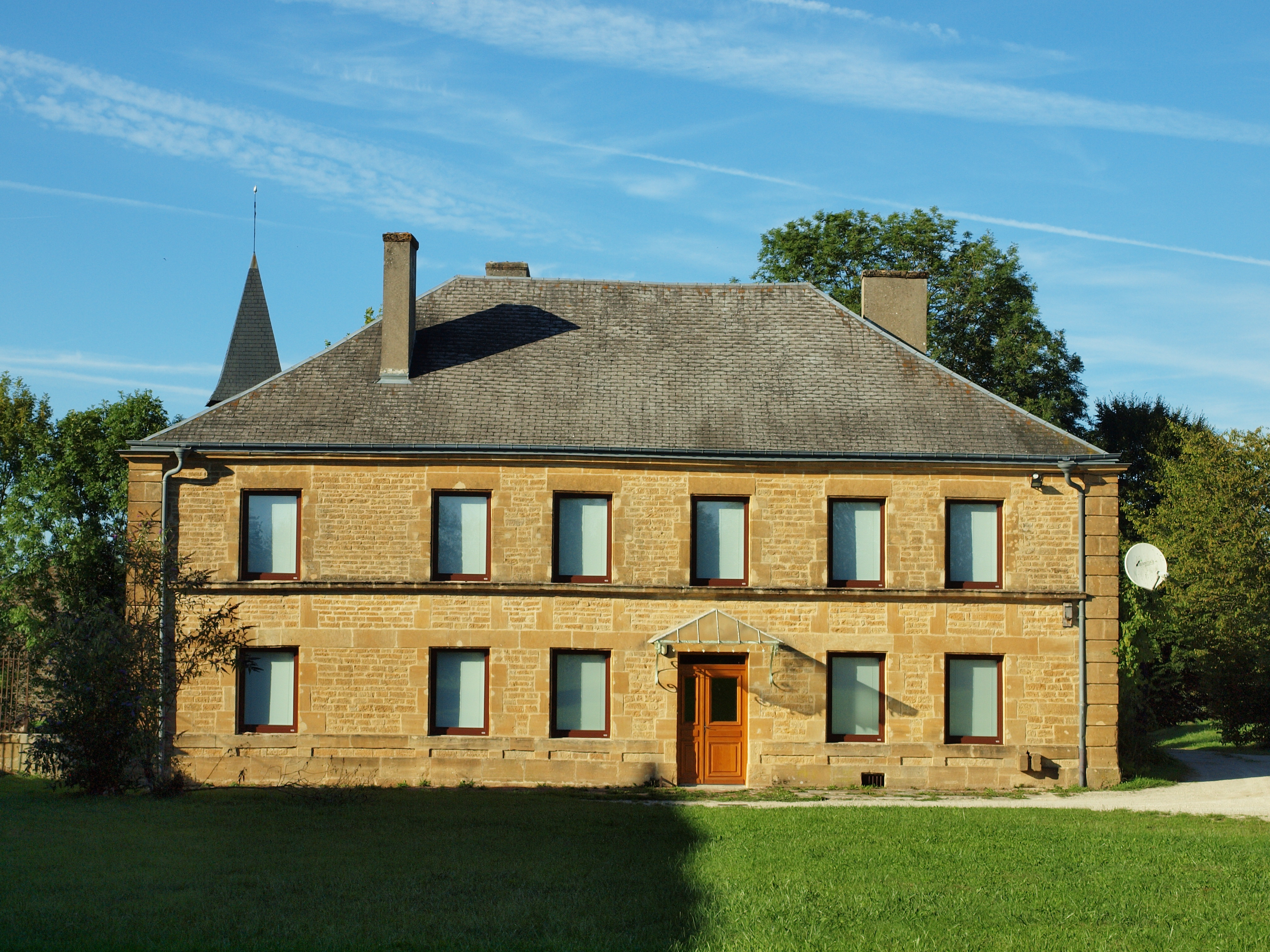
Siège de La Hulotte à Boult-aux-Bois (Ardennes, région Grand Est, France).

Cette petite revue est créée en 1972, comme journal de classe dans l'école de Rubécourt dans les Ardennes françaises, sous la tutelle d'un jeune instituteur, Pierre Déom. Les cinq premiers numéros, tirés à moins de 1 000 exemplaires sur une simple Ronéo et seulement réédités en 2013, sont un succès. La décision prise par Geneviève Robida, inspectrice d'académie, de financer la diffusion à toutes les écoles du département, y contribue. Face aux 800 abonnements en quatre mois, Pierre Déom décide de la publier pour tout public sur un rythme mensuel, et non plus seulement dans le cadre scolaire. Nommée La Hulotte des Ardennes jusqu'au no 21 (en 1974), elle devient La Hulotte tout court quand sa diffusion s'étend à toute la France.
Mensuelle à l'origine, la publication des numéros s'espace de plus en plus au fur et à mesure que s'accroît la quantité de travail nécessitée par l'augmentation du nombre d'abonnés et la complexité des dessins. Tombée en deçà des quatre numéros par an, La Hulotte perd en 1984 son numéro de Commission paritaire et les avantages afférents et n'est donc plus considérée comme un « journal ».
C'est principalement le bouche-à-oreille qui lui a donné, au fil des ans, une audience nationale et même internationale. La revue est traduite en espagnol sous le nom El Cárabo. Ce modèle est pour Pierre Déom aussi un secret de sa longévité puisqu'il n'y a pas d'invendus. En raison de la réimpression des anciens numéros, La Hulotte est l’œuvre naturaliste la plus diffusée en France.
En 1989, la revue reçoit le prix de la vulgarisation scientifique de la Fondation de France. En 2013, elle publie son centième numéro et comptait plus de 150 000 abonnés, nombre qu'elle revendique à l'identique en 2022. Le journal emploie alors sept personnes pour un chiffre d'affaires de 1,6 million d'euros pour une diffusion uniquement par abonnement,.
La Hulotte reçoit le Prix de l’engagement démocratique 2020, par la région Grand Est dans le cadre du 9e Forum mondial de la démocratie, organisé chaque année au moins de novembre à Strasbourg par le Conseil de l'Europe.
En février 2022, la revue fête son cinquantenaire,.

## Origine du nom
Pierre Déom choisit le nom de La Hulotte après avoir consulté une liste d'oiseaux. La hulotte, « au chant magnifique, envoûtant, un peu effrayant et en même temps mélodieux » retient son attention. Il juge également le nom amusant pour garder ironie et distance, le caractère humanoïde de l'oiseau lui permettant de créer un véritable personnage facile à caricaturer.

## Contenu
Près de 50 ans après avoir fondé la revue, Pierre Déom reste l'unique auteur des textes et des dessins illustrant la revue. La Hulotte présente la vie des animaux et des plantes de la France tempérée (initialement du département des Ardennes), pour la plupart très communs mais mal connus du grand public (hirondelle, taupe, aulne, gui, araignée pholcus...). Un de ses buts premiers était d’amener les enfants et les jeunes à aller les découvrir sur le terrain et à créer des clubs nature, les clubs CPN.
La collection est constamment rééditée — y compris, depuis 2013, les cinq premiers numéros, restés longtemps inaccessibles — et constitue une riche base documentaire sur la faune et la flore de France, qui allie humour (parfois même allusions politiques), sérieux de l'information et qualité des illustrations à la plume.
Le journal a une parution semestrielle, et chaque numéro comporte une quarantaine de pages. La rédaction d'un numéro prend environ 1 000 à 1 500 heures de travail à Pierre Déom.
Éditorialement, La Hulotte se distingue des autres publications par trois particularités, les illustrations, l'humour des textes et la rigueur scientifique. La chercheuse Valérie Chansigaud parle de « réussite didactique totale » : « Cette revue est la démonstration que la nature est suffisamment extraordinaire pour intéresser le public dès lors qu'on en parle avec talent. ».

### Le choix du dessin
Les illustrations sont des dessins en noir et blanc : historiquement, ils étaient reproduits sur Ronéo, donc au trait, et pas trop épais. Les photos, trop chères et mal adaptées aux insectes en raison de la profondeur de champ, n'étaient pas envisageables en 1972. Les dessins permettent également de piocher dans différents documents de travail pour réaliser une synthèse finale inédite. Pierre Déom adorant dessiner, ces choix ont perduré. Les dessins sont d'une très grande finesse, réalisés minutieusement à l'encre de Chine avec un stylo à pointe 0,13 mm afin de représenter les plus petits détails. Le dessin est réduit de 50 % par la photogravure. Les dessins naturalistes somptueux côtoient des dessins humoristiques de style « bande dessinée »  qui apportent une réflexion critique sur le texte. Très souvent, les dessins mélangent les deux styles.
Le personnage d'un petit garçon, Adrien Desfossés, passionné de nature, intervient régulièrement dans la revue. Il est inspiré d'un élève de l'instituteur, cancre très talentueux dans sa connaissance fine de la nature.

### L'écriture
L'humour des textes fait appel à la personnification des animaux et des plantes (entretiens avec les intéressés, enquêtes policières, etc.), à des allusions à l'actualité ou à des clins d'œil à d'autres dessinateurs. Pierre Déom souhaite éviter l'erreur de ses cours de sciences naturelles qu'il décrit comme jargonnant et barbant. Le texte se veut vivant, organisé, très accessible et avec un minimum d'usage du conditionnel. La rigueur scientifique est assurée par les sources et la relecture par des spécialistes reconnus.

## Maison d'édition
La Hulotte est l'unique publication des Éditions Passerage, société par actions simplifiée, dirigée par Christine Déom. Elle emploie une petite dizaine de salariés, dont une documentaliste et un rédacteur quasi-unique, Pierre Déom.
La revue tire à 175 000 exemplaires en 2022 et est diffusée uniquement par abonnement. Les Éditions Passerage sont membres de la Fédération du e-commerce et de la vente à distance.

## Impact scientifique
La Hulotte a participé à la vocation de naturalistes au CNRS et au Muséum d'histoire naturelle de Paris. Deux chercheuses et anciennes jeunes lectrices de La Hulotte ont par exemple été sollicitées pour les numéros sur la coccinelle (no 108 et 109).
Pour Jean Dorst, ancien directeur du Muséum national d'histoire naturelle, « elle devrait être entre les mains de tous les jeunes qui s’intéressent à la nature et à sa protection. On y apprend plus que dans de pesants traités. ».

## Devise
« La Hulotte, le journal le plus lu dans les terriers » (ou bien « le plus lu dans les nids », etc. , selon les circonstances).

## Liste des numéros
Le centième numéro de la revue paraît en 2013. À cette occasion, les numéros 1 à 5 font l'objet d'une réédition. Le numéro 101 sort fin décembre 2014. Le numéro 117 sort en mai 2025.

## Distinctions
- 1989 : Prix de la vulgarisation scientifique de la Fondation de France[10].
- 2020 : Prix de l’engagement démocratique 2020, par la région Grand Est[16].